# Бой под Чашниками
Бой под Ча́шниками — сражение, произошедшее 19 (31) октября во время Отечественной войны 1812 года между 1-м Отдельным корпусом под командованием генерала П. Х. Витгенштейна и французскими войсками маршала Виктора. Этот бой был неудавшейся попыткой французов восстановить их позиции по линии Западной Двины.

## Предыстория
В результате взятия Полоцка Витгенштейном 6-й (баварский) корпус Вреде отступил на юго-запад и затем ушёл с театра военный действий, а французский 2-й корпус Удино — на юг, к Ушачам. К моменту падения Полоцка 9-й корпус маршала Виктора был расквартирован в районе Смоленска и представлял собой резерв Великой Армии. По приказу Наполеона Виктор с 22 тысячами двинулся против наступавшего 1-го корпуса Витгенштейна с целью восстановить французские позиции по линии Западной Двины. 18 (30) октября около Чашников произошло соединение передовой дивизии Дендельса из корпуса Виктора с отступавшими дивизиями корпуса Удино. В ночь с 18 (30) октября на 19 октября (31 октября) к Чашникам подошли основные части Виктора. Объединённые силы составляли 36 тысяч.
Витгенштейн, оставил в Полоцке гарнизон, двинулся в направлении Ушач и Лепеля. 17 (29) октября авангард 1-го корпуса под командой князя Яшвиля очистил от французов Лепель и преследовал их в направлении Чашников. В этот же день к Витгенштейну присоединился корпус Ф. Ф. Штейнгеля, что довело численность российских сил до 30 тысяч.

## Бой
На рассвете 19 (31) авангард под командованием Л. М. Яшвиля двинулся против французских дивизий Пьера Мерля и Николя Мезона из корпуса Удино, стоявших впереди Чашник. Первая атака авангарда была отбита, но с подходом корпуса Штейнгеля, построившего боевой порядок правее авангарда Яшвиля, посёлок был взят. Затем Штейнгель со второй попытки занял прилегающий к Чашникам лес и оттеснил французов за речку Лукомля.
В это время Витгенштейн, узнав от пленных о подходе дивизий Виктора, приказал остановить наступление и начать обстрел из артиллерии французских позиций. Под вечер по дороге из Бешенковичей к французам подошла дивизия Леграна и усилила их правый фланг.
На следующий день Виктор решил не продолжать сражение и отступил в направлении Сенно, не преследуемый русскими войсками.

## Результаты
Хотя победа не стала решающей, у Витгенштейна появилась возможность совместных действий с Чичаговым, подходившим со своей армией со стороны Минска. Последствия поражения оказались неблагоприятными для французов, так как Виктор не смог отбросить Витгенштейна к Западной Двине и обезопасить коммуникации Великой Армии.
В результате побед под Полоцком и Чашниками Витгенштейн отправил отряд Гарпе для захвата большого французского военного магазина в Витебске. 7 ноября после непродолжительного боя французский гарнизон Витебска сдался.
Падение Витебска нарушало планы Наполеона, который планировал там разместить на зимние квартиры свои измотанные войска. Узнав о поражении под Чашниками, Наполеон приказал Виктору снова немедленно атаковать Витгенштейна и отбросить его к Полоцку. Это привело к ещё одному поражению французов под Смолянами 14 ноября 1812 года.